# Estrella polar

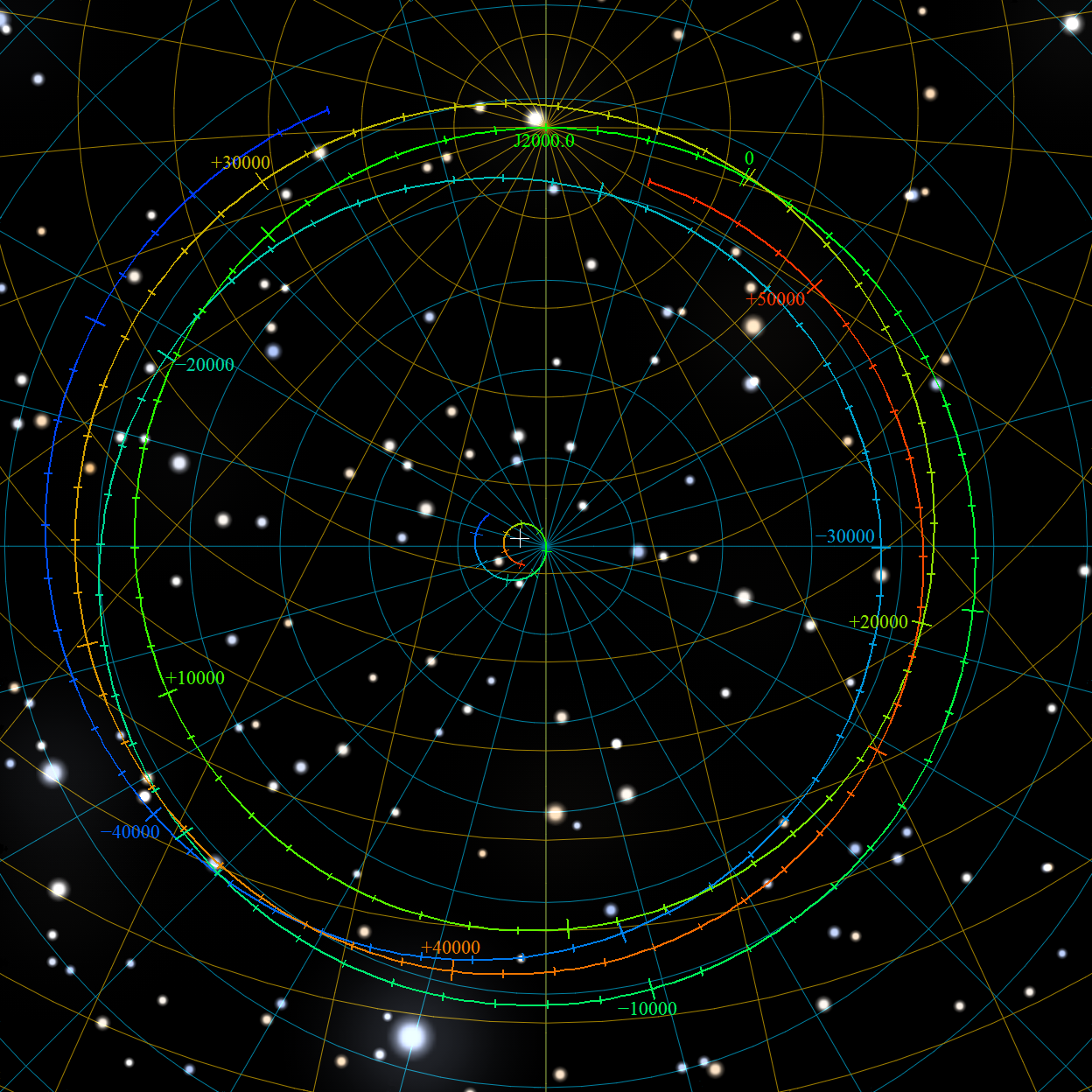
La proyección de la ruta de precesión del polo norte en el cielo fijo de la época J2000.0 para el intervalo de tiempo de 48000 a. c. a 52000 d. c.

Se denomina estrella polar a la estrella visible a simple vista que se ubica en la bóveda celeste de manera más próxima al eje de rotación de la Tierra o polo celeste; aunque por convención, con el término de estrella polar se hace referencia a la estrella más próxima al polo norte. Por efecto de la precesión de los equinoccios, los polos celestes se desplazan con relación a las estrellas alrededor del polo de la eclíptica y, en consecuencia, la estrella polar en cada hemisferio no es la misma a través de los años.

## En la actualidad
Actualmente, la estrella polar en el hemisferio norte es α Ursae Minoris que, situada en el extremo de la cola de la Osa Menor, también se conoce como Polaris o Cinosura, por ser la más cercana al polo, del que dista menos de un grado. Todavía se le irá acercando más, y en 2100 no distará de él más de 28'. A partir de ese momento, el polo se alejará de ella, y no volverá a ser la estrella polar sino hasta unos 25 780 años más tarde.[cita requerida]

## En el pasado
Hace 4800 años, la estrella más cercana al polo norte celeste, es decir, la estrella polar de aquella lejana época, era Thuban (α Draconis), de magnitud 3,6. Se encontraba a apenas 10' del polo celeste (la actual estrella polar dista 50'). Thuban fue famosa en China y Egipto, pues los antiguos astrónomos chinos la inscribieron en sus anales de la época del emperador Huang Di, que reinó en el 2700 a. C.[cita requerida]
El polo celeste se desplazó después entre α Ursae Minoris y α Draconis. En esa época, se construyó la esfera de Quirón, la más antigua conocida, correspondiente a la época de la expedición de los Argonautas, 1200 a. C. A partir de entonces, el polo se fue aproximando hacia la que actualmente es la estrella polar.[cita requerida]
A principios de nuestra era, no había ninguna estrella brillante que indicara el lugar del polo. En la obra Julio César, de William Shakespeare, el personaje principal dice:

"Pero yo soy constante como la estrella polar que no tiene parangón en cuanto a estabilidad en el firmamento".

Está claro que los versos de Shakespeare son un anacronismo, pues en su época, Polaris era la estrella polar, pero no en la época de Julio César, cuando el polo norte no apuntaba a ninguna estrella, ya que se encontraba a más de 12° de ella.
Hacia el año 800, pasó cerca de una pequeña estrella doble de la constelación de Camelopardalis, la jirafa.[cita requerida]

## En el futuro
La estrella polar actual, de magnitud 2, es una de las más brillantes que se hallan en el camino que va recorriendo el polo y por esto lleva el título desde hace más de mil años. Lo podrá conservar hasta cerca del año 3500, época en que la trayectoria del polo pasará cerca de una estrella de tercera magnitud llamada Errai o Alrai (γ Cephei). En el año 6000, estará entre dos estrellas de tercera magnitud, Alfirk (β Cephei) e ι Cephei; hacia el año 7400, estará cerca de la brillante estrella de primera magnitud, Sadr (γ Cygni), y hacia el año 13 600 la estrella polar será la más brillante del cielo boreal de verano, Vega (α Lyrae), que conservará esta primacía durante tres mil años, por lo menos. Ésta será la estrella polar de las futuras generaciones, como ya lo fue hace catorce mil años, en la era glacial.[cita requerida]

## Navegación astronómica
Dado que la estrella polar se encuentra prácticamente en el polo norte celeste, ésta aparece en el centro de las trayectorias circulares que parecen describir las otras estrellas por efecto de la rotación terrestre.[cita requerida]
Esta característica independiza del tiempo la observación de las coordenadas locales de la estrella polar, siendo la altura sobre el horizonte expresada en grados y minutos la latitud del observador. Para lograr la exactitud necesaria para la navegación, se debe corregir esta observación ya que la estrella polar no se encuentra exactamente en el polo norte celeste, en la actualidad difiere en unos 40’ de grado (2022).[cita requerida]
La posición privilegiada en la bóveda celeste de la estrella polar la convierte en una aliada del navegante, que con una simple observación puede verificar rumbo y determinar latitud.[cita requerida]

## En el polo sur
σ Octantis es a simple vista la estrella más cercana al polo sur celeste, aunque no es de gran ayuda por su poca luminosidad aparente. La constelación de la Cruz del Sur señala aproximadamente a dicho punto. En el ecuador es posible ver a Polaris  y la Cruz del Sur.[cita requerida]

## Otros planetas
Cada planeta tiene diferente estrella polar según sus ejes de rotación.
- Alfa Pictoris en el sur y Ómicron Draconis en el norte de Mercurio.[3]
- Fi Draconis, la más cercana en el sur de Venus.
- Delta Doradus, en el sur de la Luna.
- Kappa Velorum a 2° del sur , y Sadr y Deneb —las dos estrellas más brillantes de Cygnus—, en el norte de Marte.[4]
- Delta Octantis en el sur de Saturno.
- Eta Ophiuchi en el norte y 15 Orionis en el sur de Urano.
- El norte de Neptuno se encuentra entre Gamma y Delta Cygni. Gamma Velorum está en el sur.
- El norte de Plutón apunta a la constelación Delphinus.

## La estrella polar y The Beatles
El 5 de febrero de 2008, a las 00:00 UTC, la NASA transmitió la canción de The Beatles "Across The Universe" en dirección a la estrella polar. La transmisión se realizó usando una antena de 70 m en el DSN's Madrid Deep Space Communication Complex, localizado en las afueras de Madrid, España. Y se hizo con un transmisor "X band", lo que le dio a la antena 18 kW.[cita requerida]
El objetivo fue celebrar el 40.º aniversario de la canción, el 45.º aniversario de la Deep Space Network (DSN) y el 50.º aniversario de la NASA. La idea la concibió el historiador de los Beatles Martin Lewis, quien invitó a todos los seguidores de la banda a reproducir la canción como si fuera a enviarse a una estrella distante. Esta es la segunda ocasión en que se transmite intencionalmente una pieza musical al espacio exterior (la primera fue el mensaje interestelar: "1st Theremin Concert to Aliens"), aprobado por Paul McCartney, Yoko Ono, y Apple Records.[cita requerida]